# Henri Ier de Brunswick-Lunebourg
 (décembre 2022).
Si vous disposez d'ouvrages ou d'articles de référence ou si vous connaissez des sites web de qualité traitant du thème abordé ici, merci de compléter l'article en donnant les références utiles à sa vérifiabilité et en les liant à la section « Notes et références ».
Pour les articles homonymes, voir Henri Ier.
Henri Ier (1468-1532), dit der Mittlere, est duc de Brunswick-Lunebourg et prince de Lunebourg de 1486 à 1520.

## Biographie
Henri Ier est le fils d'Othon V et d'Anne de Nassau-Dillenbourg. Lorsque son père meurt, en 1471, il n'a que trois ans, et son grand-père Frédéric II (mort en 1478), puis sa mère assurent la régence jusqu'à sa majorité, en 1486.
Le règne de Henri Ier est marqué par le conflit qui oppose le prince-évêque de Hildesheim aux principautés de Brunswick-Wolfenbüttel et Brunswick-Calenberg (1519). Dans cette guerre, Henri Ier soutient la principauté de Hildesheim, le duc de Brunswick-Wolfenbüttel quant à lui s'allie à la Saxe. Le 26 juin 1519, Henri Ier et ses alliés de Hildesheim remportent la bataille de Soltau, mais le nouvel empereur Charles Quint demande à la principauté de Hildesheim la restitution des territoires conquis et la libération des prisonniers.
Lors de l'élection de l'empereur, Henri Ier avait soutenu le roi de France François Ier, s'attirant le ressentiment de Charles Quint, qui ordonne son exil en 1521. Il transmet ses pouvoirs à ses deux fils aînés Othon et Ernest et s'exile à la cour de François Ier. Il tente de se rétablir au Lunebourg en 1527, mais échoue et retourne en France. Après l'abolition du décret d'exil en 1530, il rentre au Lunebourg et y finit sa vie. Il est inhumé au monastère de Wienhausen.

## Descendance
En 1487, Henri Ier épouse Marguerite de Saxe (1469-1528) (en) (1469-1528), fille du duc Ernest de Saxe. Sept enfants naissent de cette union :
- Anne (née en 1492) ;
- Élisabeth de Brunswick-Lunebourg (en) (1494-1572), épouse en 1518 le duc Charles de Gueldre ;
- Othon (1495-1549), duc de Brunswick-Harbourg ;
- Ernest (1497-1546), duc de Brunswick-Lunebourg ;
- Apollonia (1499-1571), nonne ;
- Anne de Brunswick-Lunebourg (en) (1502-1568), épouse en 1523 le duc Barnim IX de Poméranie ;
- François (1508-1549), duc de Brunswick-Gifhorn.

Veuf, Henri Ier épouse en 1528 une roturière, Anne von Campe qui lui donne deux fils 
- Franz Heinrich, mort jeune en France;
- Heinrich, mort jeune alors qu'il est emprisonné à Celle.